# Okko
Okko est une série de bande dessinée fantastique de Hub publiée depuis 2005 chez Delcourt, dans la collection Terres de Légendes. L'histoire prend place dans un univers médiéval japonais, librement inspirée d’œuvres comme Princesse Mononoké, La Pierre et le Sabre ou encore le jeu de rôle Le Livre des cinq anneaux.

## Synopsis
Okko, le rônin, est à la tête d'un petit groupe de chasseurs de démons et arpente ainsi les terres de l'empire du Pajan, un japon médiéval et fantastique. Il est accompagné de Noburo, un géant à la force herculéenne qui cache son identité derrière un masque rouge, du moine Noshin, bonze fantasque grand amateur de saké et enfin de Tikku, jeune pêcheur devenu membre à part entière de la troupe, à qui Noshin enseigne les mystères de son art.

## Albums

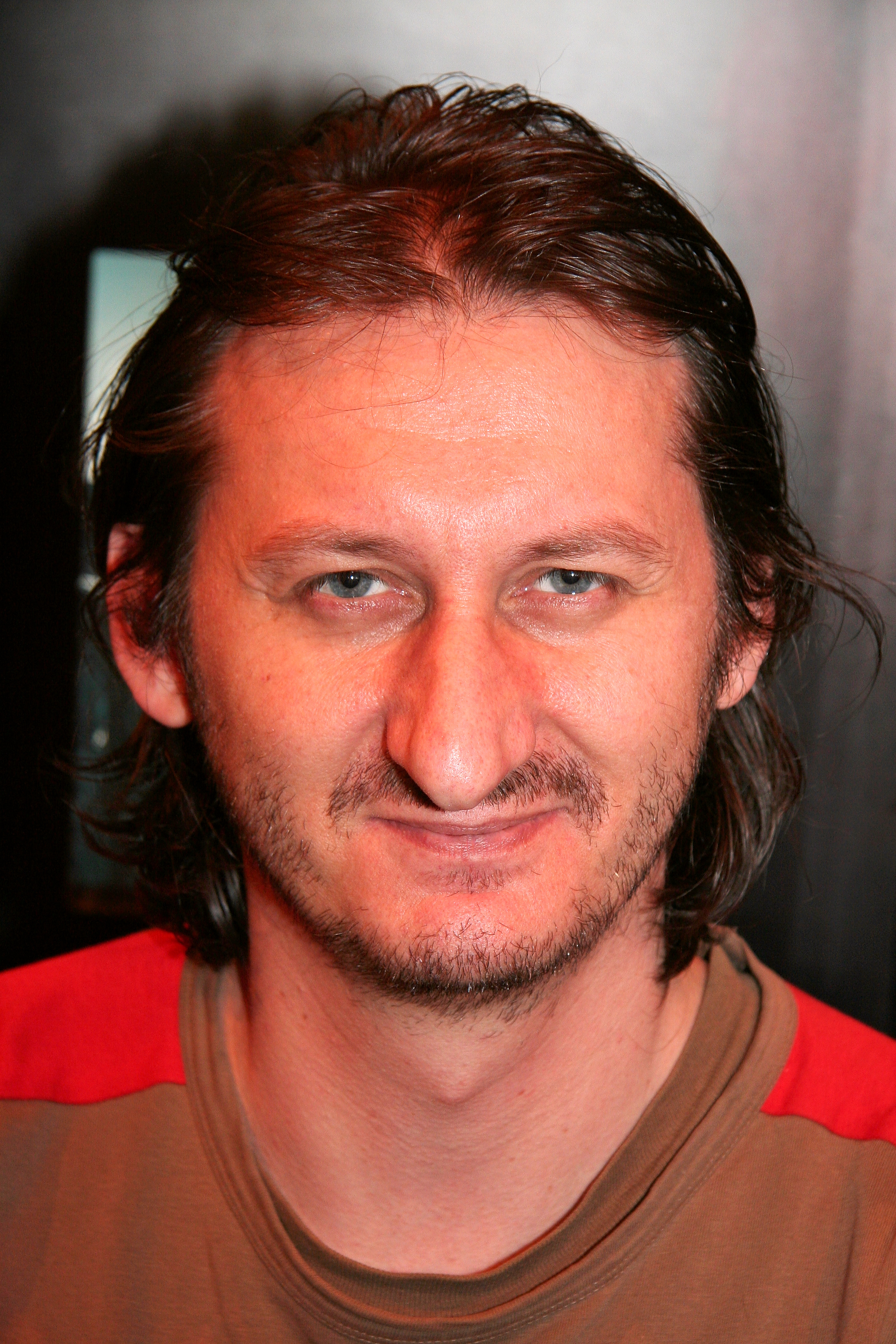
Hub est le scénariste et dessinateur de la série.

Entre parenthèses, les chiffres de ventes librairies/grandes surfaces en France.
1. Le Cycle de l'eau I, 2005 (113 566+)
2. Le Cycle de l'eau II, 2006 (99 014+)
3. Le Cycle de la terre I, 2007 (83 400+)
4. Le Cycle de la terre II, 2008 (73 558+)
5. Le Cycle de l'air I, 2009 (66 105+)
6. Le Cycle de l'air II,  2010 (59 629+)
7. Le Cycle du feu I, 2011 (51 323+)
8. Le Cycle du feu II, 2012 (43 983+)
9. Le Cycle du vide I, 2014
10. Le Cycle du vide II, 2015

## Analyse
L'ensemble des bandes dessinées forment un récit initiatique, le jeune Tikku suit Okko, il apprend avec son maître et raconte, vieillard, cette histoire à son apprenti.
L'auteur s'est notamment inspiré de ses parties de jeu de rôle Le Livre des cinq anneaux, ;

## Jeux de société
La série connaît une adaptation ludique réalisée par Hazgaard, Okko : L'Ère d'Asagiri, sorti le 4 juillet 2008. Il s'agit d'un jeu de plateau tactique qui se joue à deux avec des silhouettes en carton, des cartes et des dés. Le jeu est inspiré de la bande dessinée et permet au joueur de prendre la tête d'une bande de chasseurs de démons ou de créatures maléfiques,.
Ensuite sont sorties trois extensions pour compléter le jeu de base :
- Okko : Yakuza Hazu Akai (2008)[8]
- Okko : L'Ère de Karasu (2009)[9]
- Okko : Pajan Gun'Taï (2010)[10]

Fin 2017, la série connaît une seconde adaptation ludique, réalisée par la société The Red Joker, du nom d'Okko Chronicles, lancée via une campagne Kickstarter avec une parution prévue pour décembre 2018. Le projet, demandant un minimum de 40 000 €, en réuni vingt mille de plus le 26 octobre, soit exactement vingt jours avant la fin de la campagne.
Okko Chronicles est un jeu pour 2 à 5 joueurs d’une durée de 60 minutes et plus. Au cœur du Palais des brumes, il met en scène Okko, le légendaire héros de bande dessinée, qui chasse avec ses compagnons de voyage les puissants Onis (démons) et déjoue leurs sombres conspirations.
Lors de chaque partie, l'un des joueurs prendra le rôle de lnOni et de ses laquais et tentera d’atteindre ses objectifs sans être démasqué par le groupe des Héros qui l’obligerait à s’enfuir.
Dans le même temps, un à quatre joueurs incarneront les membres du groupe de chasseurs de Démons. Ils devront mener à bien leur enquête et découvrir sous les traits de quel Hôte du palais se cache l'Oni.
En 2019, un second kickstarter de thé red Joker vient ajouter deux extensions au jeu de base sorti deux ans plus tôt.